# Геологія Нікарагуа
Геологічна будова Нікарагуа
Територія Нікарагуа – це частина древнього Центральноамериканського масиву. Основні його структури – Гондурасько-Нікарагуанський масив (підняття Діпільто і Центральнонікарагуанське підняття) та Центральноамериканський вулканічний пояс. Найбільш древні утворення – метаморфічні гірські породи – вапняки, пісковики, алевроліти, вулканогенні породи. З цими метаморфічними породами пов'язані жильні родовища золота. На сході і в центрі країни виділяються теригенно-карбонатні відклади, паралельні до формації Тодос-Сантос верхньої юри, розвиненої в Ґватемалі і Гондурасі. У південно-західній частині Нікарагуа., між озером Нікарагуа і Тихим океаном, виділені вулканогенно-теригенна формація Рівас верхньої крейди, еоценова карбонатно-теригенна товща формації Бріто – кожна загальною потужністю близько 2500 м. 
В західній частині країни формація Масачапа належить до олігоцену і складена одноманітною товщею вулканогенно-осадових  порід потужністю близько 1650 м. Вздовж Тихоокеанського узбережжя, на широті озера Манагуа, виділяється вулканогенна формація Тамаріндо міоцену потужністю близько 300 м. 
Вулканогенно-осадова формація Ель-Фрайле (середній міоцен) розвинена вздовж Тихоокеанського узбережжя. Загальна її потужність 2700 м. Пліоценові відклади об'єднані в дві формації. На заході країни це формація Ель-Сальто (карбонатні  породи,  туфопісковики, алевроліти,  сланці) потужністю 110 м, на схід від озер Манагуа і Нікарагуа – вулканогенна формація Койол (андезитові лави, вулканічні г.п. кислого складу і осадові породи) загальною потужністю близько 950 м. На сході і в центрі Нікарагуа виділяють осадово-вулканогенну формацію Матагальпа. З вулканогенними породами формацій Матагальпа і Койол пов'язані гол. родовища золота і срібла. 
Четвертинні відклади представлені плейстоценовою товщею Лас-Сьєррас, в складі якої переважають лавові і пірокластичні породи переважно основного складу. Загальна їх потужність 650-700 м. Пухкі четвертинні відклади представлені глинами, пісками, галечниками. З ними асоціюють розсипні родовища золота та ільменіту. Західна частина Нікарагуа була ареною інтенсивної вулканічної діяльності. Ланцюг вулканів четвертинного віку простягається через всю західна частину країни. Частина вулканів Нікарагуа діюча, розвинуті фумароли. 
Інтрузивні гірські породи в Нікарагуа сконцентровані в двох районах – Нуева-Сеговія і Селайя. У першому виділяються два великих масиви – Діпільто і Сан-Хуан-дель-Ріо-Коко. Вони складені гранітоїдами верх. крейди, з якими генетично пов'язані жильні родовища золота, рудопрояви молібдену і вольфраму. 
Сейсмічність території Нікарагуа різносейсмічна. Найактивніша західна зона Кордильєр (тектонічна западина), до якої приурочена сучасна вулканічна гряда. Останній катастрофічний землетрус стався в 1972, коли була сильно зруйнована столиця країни. Ділянки, наближені до Гондурасько-Нікарагуанського масиву, характеризуються різким ослабленням сейсмічності.